# Parastichtis
Parastichtis är ett släkte av fjärilar som beskrevs av Jacob Hübner 1821. Parastichtis ingår i familjen nattflyn, Noctuidae.

## Dottertaxa tillParastichtis, i alfabetisk ordning[1][2]
- Parastichtis suspecta Hübner, 1809, Aspbackfly